# أوليفييه آنجولراس
أوليفييه آنجولراس (بالفرنسية: Olivier Enjolras)‏ هو لاعب كرة قدم فرنسي في مركز حراسة المرمى، ولد في 28 ديسمبر 1971 في كليرمون فيران في فرنسا. لعب مع نادي كليرمون 63.

## وصلات خارجية
- أوليفييه آنجولراس على موقع رابطة كرة القدم الفرنسية للمحترفين (الإنجليزية)
- أوليفييه آنجولراس على موقع قاعدة بيانات كرة القدم.إي يو (الإنجليزية)
- أوليفييه آنجولراس على موقع ليكيب (الفرنسية)